# Vanillevla

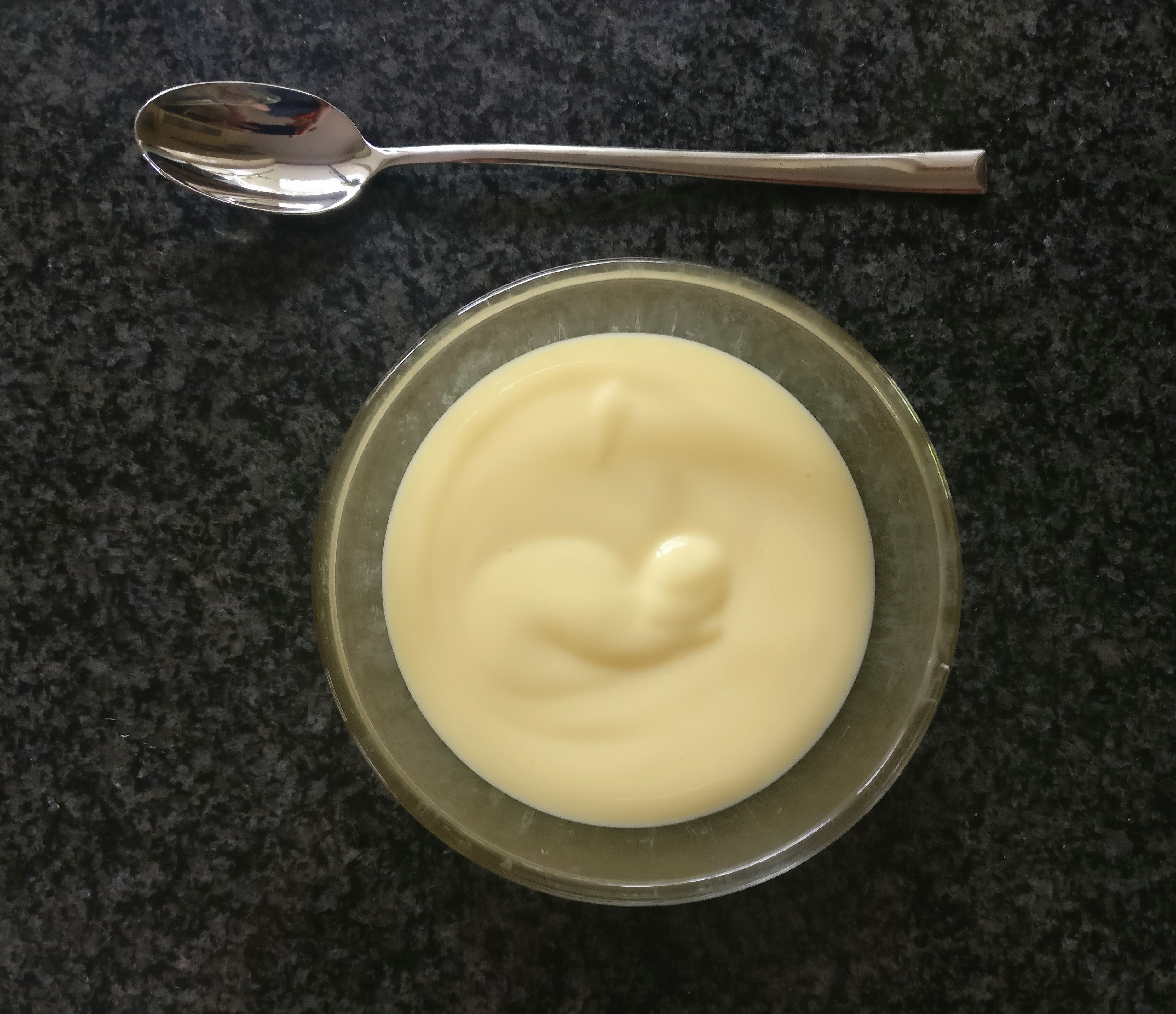
Vanillevla

Vanillevla is een nagerecht dat een vla is met de smaak van vanille. Het oorspronkelijke recept bevat melk, eidooier en vanille en wat suiker, waardoor een beetje dikke vla ontstaat. Echter, de vanillevla die in de winkels wordt verkocht, wordt verdikt met maizena (gemodificeerd maiszetmeel op het etiket), met kleurstof van een gele kleur voorzien en op smaak gemaakt met vanilline en suiker.

## Geel
Het televisieprogramma Keuringsdienst van Waarde heeft in een uitzending eens geprobeerd uit te zoeken waarom vanillevla geel van kleur is, want er zit geen enkel ingrediënt in dat de gele kleur zou kunnen verklaren (behalve wellicht het eigeel uit het oer-recept). Hier kwam geen eenduidig antwoord op, maar het kwam erop neer dat 'men' verwacht dat de vla geel van kleur is, evenals de verpakking.
De kleur geel wordt meestal kunstmatig gecreëerd door toevoeging van verschillende kleurstoffen als tartrazine, anatto, of geelwortel (curcumine).